# Sahar Shirzad
Sahar Shirzad (Kabul, 26 januari 1991) is een Afghaans-Nederlands jurist, schrijver, programmamaker en activist, gespecialiseerd in mensenrechten. In 2023 won zij de PAX Vredesduif.

## Leven en werk
Shirzad is geboren in een islamitische cultuur, maar niet religieus opgevoed. In 1998 vluchtte zij met haar familie uit Afghanistan en belandde in Nederland.
Ze studeerde internationaal recht, was lid van de raad van toezicht bij VluchtelingenWerk Nederland (2015-2020), programmamaker bij Humanity House (2019-2020) en programmamaker bij Wereldmuseum Rotterdam (2020-2021). Ze was politiek actief voor de PvdA, voorzitter van een lokale afdeling van de Jonge Socialisten en de jongste kandidaat voor de gemeenteraadsverkiezing van 2014 in Den Haag. Rond Internationale Vrouwendag 2020 produceerde en presenteerde ze feministische talkshows in de Melkweg.
Tijdens de lockdown in de coronapandemie raakte ze haar klussen en haar werk als programmamaker kwijt. Ze hield een sabbatical en maakte een spirituele reis naar onder meer New York, waar ze zich aansloot bij een christelijke kerk.

### Activisme
Shirzad beschouwt het als een plicht de barricaden op te gaan voor Afghanistan. Als bedenker en moderator van de programmareeks The Refugee Millennial van Humanity House creëerde ze een platform voor generatiegenoten met een vluchtelingenachtergrond. In augustus 2021, na de val van Kabul, organiseerde zij de succesvolle demonstratie Elke Afghaan recht op een veilig bestaan op de Dam. Ook stelde ze een petitie aan de Tweede Kamer op om Afghanistan onveilig te verklaren en zo de uitzetting van ongedocumenteerde Afghanen te stoppen en Afghaanse asielzoekers te evacueren en op te vangen.
In 2022 organiseerde zij in reactie op de dood van de Iraanse Mahsa Amini een demonstratie voor alle vrouwen die strijden tegen onderdrukkende regimes en verenigde ze Afghaanse, Koerdische en Iraanse jongeren in het collectief Azadi (vrijheid) dat strijdt voor mensenrechten en vrijheid.
Tijdens de 'mars voor klimaat en rechtvaardigheid' in Amsterdam van 12 november 2023 gaf zij haar microfoon aan een Palestijnse activiste. Het spreekrecht werd haar ontnomen en in de media werden haar  de woorden From the river to the sea, Palestine will be free in de mond gelegd. In haar repliek betoogde Shirzad dat de klimaatcrisis niet apolitiek is maar de uitkomst van politieke keuzes, en dat ecocide en genocide hand in hand gaan. Zij bepleitte dat klimaatactivisme wordt verbonden aan antimilitarisme.